# Manfred Andrae
Manfred Andrae (* 9. Juli 1933 in Hamburg; † 7. Juni 2020 in Berlin) war ein deutscher Schauspieler, Synchronsprecher und Dokumentarfilmer mit einer 60 Jahre umfassenden Karriere vor der Kamera.

## Karriere
Eine erste Rolle vor der Kamera hatte Andrae 1959 in dem Film Rommel ruft Kairo. Ende der 1960er und Anfang der 1970er Jahre war Andrae auch in leichten Erotikkomödien und Aufklärungsfilmen der damaligen Zeit zu sehen, beispielsweise in Ehepaar sucht gleichgesinntes oder Wer weint denn schon im Freudenhaus?
Im Laufe seiner Karriere folgten zahlreiche Auftritte im Filmen und Fernsehproduktionen; er war auch regelmäßig in deutsch-französischen Koproduktionen sowie weiteren ausländischen Produktionen zu sehen. Im Film In stürmischen Zeiten aus dem Jahr 2000 spielte Andrae einen deutschen Offizier und wurde von Ernst Meincke synchronisiert.
Wiederkehrende Rollen hatte Andrae in Fernsehserien wie Der Alte, Tatort und Freunde fürs Leben. Zuletzt war er 2014 in einer Folge der Fernsehserie Kommissar Marthaler und 2019 im Film Justice – Verstrickt im Netz der Macht zu sehen.
Zudem war Andrae als Synchronsprecher zwischen 1959 und 1991 in etwa 150 Sprechrollen zu hören; so sprach er eine der Hauptrollen in der Western-Fernsehserie Maverick, war die Stimme von Martin Landau als Rufio in Cleopatra, für Stanley Baker als Attalus in Alexander der Große, für Charlie Brill in der Raumschiff Enterprise-Folge Kennen Sie Tribbles? und für Gordon Jackson in Gesprengte Ketten.
Er spielte unter anderem am Schauspielhaus Hamburg, dem Zürcher Schauspielhaus, dem Deutschen Theater Berlin, in der Alten Oper Frankfurt und bei den Salzburger Festspielen; er gastierte auch regelmäßig in München, Paris und Lyon. Neben seiner Arbeit auf der Bühne und vor der Kamera drehte Andrae Dokumentarfilme und war als Übersetzer tätig, beispielsweise für Henry Millers Die Kunst des Lesens. Ein Leben mit Büchern.
Andrae starb 2020 im Alter von 86 Jahren nach langer schwerer Krankheit und wurde auf dem Friedhof von Ruhleben beigesetzt.

## Auszeichnungen
- 1997: Adolf-Grimme-Preis für das Ensemble von Die Elsässer (Les Alsaciens: ou les deux Mathilde; 1996)[1]

## Filmografie (Auswahl)

### Film
- 1959: Rommel ruft Kairo
- 1962: Freud
- 1964: Die Goldsucher von Arkansas
- 1966: I Deal in Danger
- 1967: Heißes Pflaster Köln
- 1969: Ehepaar sucht gleichgesinntes
- 1970: Wer weint denn schon im Freudenhaus?
- 1972: Kinderarzt Dr. Fröhlich
- 1985: Die Dame vom Palast Hotel (auch: Die Dame vom Palace-Hotel)
- 1986: Der X-Bericht – Die geheime Mission des ‘Ochsensepp’ (Fernsehfilm)
- 1987: Promis…juré !
- 1988: Ada dans la jungle
- 1988: Gesprengte Ketten – Die Rache der Opfer (Fernsehfilm)
- 1988: Der Zug (Fernsehfilm)
- 1989: La Salle de bain
- 1989: Quarantäne (Fernsehfilm)
- 1989: L’Orchestre rouge
- 1989: Grauzone (Kurzfilm)
- 1989: Der Mann im Salz (Fernsehfilm)
- 1990: The Man Inside – Tödliche Nachrichten
- 1991: Das Schicksal des Freiherrn von Leisenbohg (Fernsehfilm)
- 1991: Zauber der Venus
- 1992: Softwar (Fernsehfilm)
- 1992: Business – Das Geschäft mit der Sehnsucht (Bezness)
- 1992: Die verlassene Frau (La femme abandonnée; Fernsehfilm)
- 1993: Der Fall Lucona
- 1993: Morasseix!!! (Morasseix; Fernsehfilm)
- 1994: Das Dorf der tausend Kinder (La Colline aux mille enfants; Fernsehfilm)
- 1994: Des enfants dans les arbres (Fernsehfilm)
- 1995: Le petit garçon (engl. The Little Boy)
- 1995: Machinations (Fernsehfilm)
- 1995: Samson le magnifique (Fernsehfilm)
- 1995: Operation Medusa (Fernsehfilm)
- 1995: Ich, der Boß (Fernsehfilm)
- 1996: Fantôme avec chauffeur
- 1996: Das Mädchen Rosemarie (Fernsehfilm)
- 1996: La dernière fête (Fernsehfilm)
- 1997: Die heilige Hure (Fernsehfilm)
- 1997: À chacun son tour (Fernsehfilm)
- 1998: Der Rosenmörder (Fernsehfilm)
- 1998: Vollmond
- 1998: Die Fremde in meiner Brust (Fernsehfilm)
- 1999: Federmann (Fernsehfilm)
- 2000: Altweibersommer (Fernsehfilm)
- 2000: In stürmischen Zeiten
- 2001: Off Key
- 2001: Anwalt des Herzens (Fernsehfilm)
- 2002: Davon stirbt man nicht (Fernsehfilm)
- 2003: Effroyables jardins (engl. Strange Gardens)
- 2003: Je reste!
- 2004: Sehnsucht (Fernsehfilm)
- 2005: Ein schöner Tag (Kurzfilm)
- 2006: Ein perfekter Freund
- 2007: TRUST.Wohltat (Fernsehfilm)
- 2009: Mr. Nobody
- 2009: Der schwarze Kanal kehrt zurück (Fernsehfilm)
- 2010: Jeder Mensch braucht ein Geheimnis (Fernsehfilm)
- 2010: Masserberg (Fernsehfilm)
- 2012: Ludwig II.
- 2015: Mein Sohn Helen (Fernsehfilm)
- 2015: Familienfest
- 2019: Justice – Verstrickt im Netz der Macht

### Fernsehen
- 1966: Blue Light
- 1973: Cagliostro (Miniserie)
- 1973: Alexander Zwo
- 1982: Geschichten aus europäischen Schlössern (Miniserie)
- 1987: Wallenstein (Miniserie)
- 1987–1988: Der Alte
- 1988: The Dirty Dozen (Dirty Dozen: The Series)
- 1988–2003: Tatort
- 1989: Coplan
- 1989: Krieg der Spione (La guerra delle spie; Miniserie)
- 1990: Derrick
- 1992: Die zweite Heimat – Chronik einer Jugend
- 1992: Warburg: A Man of Influence (Miniserie)
- 1992: SOKO 5113
- 1994: Nacht der Frauen (Miniserie)
- 1994: Die Kommissarin
- 1995: Alles außer Mord
- 1995: Alle meine Töchter
- 1996: Wolffs Revier
- 1996: Die Elsässer (Miniserie)
- 1997: Ein Mord für Quandt
- 1997: Alarm für Cobra 11 – Die Autobahnpolizei
- 1997: Große Freiheit
- 1998: Balko
- 1998: Die vier Spezialisten
- 1999: Operation Phoenix – Jäger zwischen den Welten
- 1999–2001: Freunde fürs Leben
- 2000: Geisterjäger John Sinclair
- 2001: Stahlkammer Zürich (3. Staffel)
- 2001: Der Clown
- 2001: Die Anstalt – Zurück ins Leben
- 2003: Polizeiruf 110
- 2006: Die Rosenheim-Cops
- 2006: Medicopter 117 – Jedes Leben zählt
- 2010: Kollegium – Klassenkampf im Lehrerzimmer
- 2012: Unser Charly
- 2013: Lindenstraße
- 2014: Kommissar Marthaler

## Hörspiele
- 1968: Peter Göbbels: Geschenk mit Widerhaken (Sprecher) – Regie: Walter Ohm (Original-Hörspiel – BR)